# Tapeinosperma nectandroides
Tapeinosperma nectandroides är en viveväxtart som beskrevs av Carl Christian Mez. Tapeinosperma nectandroides ingår i släktet Tapeinosperma och familjen viveväxter. Inga underarter finns listade i Catalogue of Life.